# Kilmacolm
Kilmacolm är en ort i Storbritannien.   Den ligger i kommunen Inverclyde och riksdelen Skottland, i den nordvästra delen av landet, 600 km nordväst om huvudstaden London. Kilmacolm ligger 101 meter över havet och antalet invånare är 3 887.
Terrängen runt Kilmacolm är kuperad åt nordväst, men åt sydost är den platt. Runt Kilmacolm är det tätbefolkat, med 397 invånare per kvadratkilometer. Närmaste större samhälle är Paisley, 13,9 km sydost om Kilmacolm. Trakten runt Kilmacolm består i huvudsak av gräsmarker.